# Daniel Palladino
Daniel Palladino (2 febbraio 1960) è uno sceneggiatore e produttore televisivo statunitense.

## Biografia
Daniel è produttore e sceneggiatore della serie televisiva Una mamma per amica, insieme alla moglie Amy Sherman-Palladino, andata in onda inizialmente su The WB ed in seguito su The CW e della serie animata I Griffin (Family Guy).

## Filmografia

### Produttore
- Casalingo Superpiù (Who's the Boss?) - serie TV, 2 episodi (1991)
- Flesh 'n' Blood - serie TV, 11 episodi (1991)
- Good Advice - serie TV (1993)
- The Sinbad Show - serie TV, 8 episodi (1993-1994)
- Muddling Through - serie TV, 9 episodi (1994)
- Pappa e ciccia (Roseanne) - serie TV, 40 episodi (1995-1997)
- Over the Top - serie TV, 12 episodi (1997)
- I Griffin (Family Guy) - serie animata, 46 episodi (2000-2013)
- Una mamma per amica (Gilmore Girls) - serie TV, 114 episodi (2001-2016)
- The Return of Jezebel James - serie TV, 7 episodi (2008)
- A passo di danza (Bunheads) - serie TV, 8 episodi (2013)
- La fantastica signora Maisel (The Marvelous Mrs. Maisel) - serie TV, 43 episodi (2017-2023)
- Étoile - serie TV, 8 episodi (2025)

### Sceneggiatore
- Due figli a noleggio (One Big Family) - serie TV, 2 episodi (1987)
- Nearly Departed - serie TV, episodio 1x05 (1989)
- Casalingo Superpiù (Who's the Boss?) - serie TV, 10 episodi (1989-1991)
- Flesh 'n' Blood - serie TV, 2 episodi (1991)
- The Upper Hand - serie TV, 6 episodio (1991-1993)
- Cin cin (Cheers) - serie TV, episodio 10x19 (1992)
- Davis Rules - serie TV, episodio 2x16 (1992)
- Good Advice - serie TV, episodio 1x03 (1993)
- The Upper Hand - serie TV (1993)
- The Sinbad Show - serie TV, episodio 1x09 (1993)
- Pappa e ciccia (Roseanne) - serie TV, 3 episodi (1995-1996)
- I Griffin (Family Guy) - serie animata, 2 episodi (2002-2013)
- Una mamma per amica (Gilmore Girls) - serie TV, 46 episodi (2000-2016)
- The Return of Jezebel James - serieTV, 2 episodi (2008)
- A passo di danza (Bunheads) - serie TV, 5 episodi (2012-2013)
- La fantastica signora Maisel (The Marvelous Mrs. Maisel) - serie TV, 20 episodi (2017-2023)
- Étoile - serie TV, 5 episodi (2025)

### Regista
- Una mamma per amica (Gilmore Girls) - serie TV, 8 episodi (2004-2016)
- A passo di danza (Bunheads) - serie TV, 5 episodi (2012-2013)
- La fantastica signora Maisel (The Marvelous Mrs. Maisel) - serie TV, 14 episodi (2017-2023)
- Étoile - serie TV, 3 episodi (2025)

### Attore
- Una mamma per amica (Gilmore Girls) - serie TV, 2 episodi (2002-2006)

## Riconoscimenti
- Premio Emmy
  - 2000 - Candidatura alla miglior serie animata per I Griffin (per l'episodio In viaggio con Brian)
  - 2018 - Miglior serie commedia per La fantastica signora Maisel
  - 2018 - Miglior supervisione musicale per La fantastica signora Maisel (per l'episodio Pilot)
  - 2019 - Candidatura alla miglior serie commedia per La fantastica signora Maisel
  - 2019 - Candidatura alla miglior regia in una serie commedia per La fantastica signora Maisel (per l'episodio Andiamo sulle Catskill!)
  - 2019 - Miglior supervisione musicale per La fantastica signora Maisel (per l'episodio Andiamo sulle Catskill!)
  - 2020 - Candidatura alla miglior serie commedia per La fantastica signora Maisel
  - 2020 - Candidatura alla miglior regia in una serie commedia per La fantastica signora Maisel (per l'episodio Fantastica radio)
  - 2020 - Miglior supervisione musicale per La fantastica signora Maisel (per l'episodio O il cabaret o il cavolo)
  - 2022 - Candidatura alla miglior serie commedia per La fantastica signora Maisel
  - 2023 - Candidatura alla migliore serie commedia per La fantastica signora Maisel